# Saint Lucia op de Olympische Jeugdzomerspelen 2010
Saint Lucia nam deel aan de Olympische Jeugdzomerspelen 2010 in Singapore, de eerste editie van de Olympische Jeugdspelen.

## Deelnemers en resultaten

### Atletiek
| Olympiër     | Discipline | Resultaat | Prestatie                                         |
| ------------ | ---------- | --------- | ------------------------------------------------- |
| Rosen Daniel | 400 m (m)  | dnf       | 1R serie 2: niet gefinisht D-finale: niet gestart |

### Boksen
| Olympiër          | Discipline                         | Resultaat | Prestatie                                                                                    |
| ----------------- | ---------------------------------- | --------- | -------------------------------------------------------------------------------------------- |
| Lyndell Marcellin | lichtweltergewicht (tot 64 kg) (m) | 5e        | 1R: verloor van VEN Samuel Zapata (0-11) 5e/6e plaats: won van AFG Muhammad Oryakhil (12-10) |

### Zeilen
| Olympiër         | Discipline | Resultaat | Prestatie                                                |
| ---------------- | ---------- | --------- | -------------------------------------------------------- |
| Stephanie Lovell | dinghy (v) | 23e       | 202 punten (256-54) (9-23-26-24-23-20-23-24-28-10-22-24) |

### Zwemmen
| Olympiër     | Discipline     | Resultaat | Prestatie                                               |
| ------------ | -------------- | --------- | ------------------------------------------------------- |
| Julien Brice | 50 m vrij (m)  | 25e       | 1R serie 4: 24,85 (1e)                                  |
| Julien Brice | 100 m vrij (m) | 41e       | 1R serie 2: 55,01 (2e)                                  |
|              |                |           |                                                         |
| Siona Huxley | 50 m vrij (v)  | 40e       | 1R serie 5: 28,81 (7e)                                  |
| Siona Huxley | 50 m rug (v)   | 13e       | 1R serie 1: 30,86 (4e; 12e tijd) HF serie 1: 30,98 (7e) |

Afghanistan · Albanië · Algerije · Amerikaanse Maagdeneilanden · Amerikaans-Samoa · Andorra · Angola · Antigua en Barbuda · Argentinië · Armenië · Aruba · Australië · Azerbeidzjan · Bahama's · Bahrein · Bangladesh · Barbados · België · Belize · Benin · Bermuda · Bhutan · Bolivia · Bosnië en Herzegovina · Botswana · Brazilië · Britse Maagdeneilanden · Brunei · Bulgarije · Burkina Faso · Burundi · Cambodja · Canada · Centraal-Afrikaanse Republiek · Chili · China · Chinees Taipei · Colombia · Comoren · Congo-Brazzaville · Congo-Kinshasa · Cookeilanden · Costa Rica · Cuba · Cyprus · Denemarken · Djibouti · Dominica · Dominicaanse Republiek · Duitsland · Ecuador · Egypte · El Salvador · Equatoriaal-Guinea · Eritrea · Estland · Ethiopië · Fiji · Filipijnen · Finland · Frankrijk · Gabon · Gambia · Georgië · Ghana · Grenada · Griekenland · Groot-Brittannië · Guam · Guatemala · Guinee · Guinee‑Bissau · Guyana · Haïti · Honduras · Hongarije · Hongkong · Ierland · IJsland · India · Indonesië · Irak · Iran · Israël · Italië · Ivoorkust · Jamaica · Japan · Jemen · Jordanië · Kaaimaneilanden · Kaapverdië · Kameroen · Kazachstan · Kenia · Kirgizië · Kiribati · Koeweit · Kroatië · Laos · Lesotho · Letland · Libanon · Liberia · Libië · Liechtenstein · Litouwen · Luxemburg · Macedonië · Madagaskar · Malawi · Malediven · Maleisië · Mali · Malta · Marshalleilanden · Marokko · Mauritanië · Mauritius · Mexico · Micronesië · Moldavië · Monaco · Mongolië · Montenegro · Mozambique · Myanmar · Namibië · Nauru · Nederland · Nederlandse Antillen · Nepal · Nicaragua · Nieuw-Zeeland · Niger · Nigeria · Noord-Korea · Noorwegen · Oeganda · Oekraïne · Oezbekistan · Oman · Oostenrijk · Oost‑Timor · Pakistan · Palau · Palestina · Panama · Papoea-Nieuw-Guinea · Paraguay · Peru · Polen · Portugal · Puerto Rico · Qatar · Roemenië · Rusland · Rwanda · Saint Kitts en Nevis · Saint Lucia · Saint Vincent en Grenadines · Salomonseilanden · Samoa · San Marino · Sao Tomé en Principe · Saoedi-Arabië · Senegal · Servië · Seychellen · Sierra Leone · Singapore · Slovenië · Slowakije · Soedan · Somalië · Spanje · Sri Lanka · Suriname · Swaziland · Syrië · Tadzjikistan · Tanzania · Thailand · Togo · Tonga · Trinidad en Tobago · Tsjaad · Tsjechië · Tunesië · Turkije · Turkmenistan · Tuvalu · Uruguay · Vanuatu · Venezuela · Verenigde Arabische Emiraten · Verenigde Staten · Vietnam · Wit-Rusland · Zambia · Zimbabwe · Zuid-Afrika · Zuid-Korea · Zweden · Zwitserland